# Concerto pour piano no 1 de Rachmaninov
Pour les articles homonymes, voir Concerto pour piano no 1.
Le Concerto pour piano en fa dièse mineur, op. 1, composé en 1891, est le premier des quatre concertos pour piano de Sergueï Vassilievitch Rachmaninov. Écrit alors que le compositeur était seulement âgé de 19 ans, il est dédié à Alexandre Siloti, pianiste et cousin du musicien. L'œuvre a été retravaillée en 1917, surtout son dernier mouvement.
Le premier mouvement a été créé le 17 mars 1892, par l'orchestre des étudiants du conservatoire de Moscou sous la baguette de Vassili Safonov avec le compositeur au piano. La version de 1917 a été créée également par le musicien avec l'orchestre de la société symphonique russe sous la direction de Modest Altschuler le 29 janvier 1919 à New York.
Rachmaninov en réalisa le premier enregistrement discographique avec l'Orchestre de Philadelphie sous la direction d'Eugene Ormandy en 1939.
Il se divise en trois mouvements : Vivace, Andante cantabile, et Allegro scherzando. Dans la version de 1917, le troisième mouvement est un Allegro vivace. Son exécution demande un peu moins d'une demi-heure.

## Historique

### Composition
En 1889, Rachmaninov avait commencé un Concerto pour piano en do mineur, qu'il laissa inachevé. il est dans la même tonalité que le Second Concerto.
Dans une lettre datée du 20 juillet 1891, il écrit à Natalya Skalon : « J'ai finalement achevé le 6 juillet la composition et l'orchestration de mon concerto. J'aurais pu terminer plus tôt, mais j'ai vagabondé longtemps après le premier mouvement et je n'ai commencé les mouvements suivants que le 3 juillet. Donc, composition et orchestration des deux derniers mouvements en deux jours et demi. Tu peux t'imaginer le travail que cela représente. Je composais de cinq heures du matin à huit heures du soir ; par conséquent, après avoir achevé le morceau, je me suis trouvé très épuisé ».

### Création
Le premier mouvement est créé le 17 mars 1892 au Conservatoire de Moscou, avec le compositeur au piano et Vasili Safonov à la baguette. 

### Révision
Le public était déjà familier des second et troisième concertos avant que Rachmaninov ne révise le Premier en 1917 ; les différences entre les deux versions montrent que la texture de l'orchestre est moins complexe, l'écriture pianistique plus simple.
De toutes les révisions que fait Rachmaninov, c'est peut-être celle qui eut le plus de succès. En utilisant ses nouvelles connaissances de l'harmonie, de l'orchestration et de la technique du piano, il transforma une « composition immature en une œuvre spirituelle ». Néanmoins, il est déçu qu'elle ne soit pas plus acclamée qu'auparavant. Il dit à Albert Swan : « J'ai réécrit mon premier concerto ; il est maintenant bon. Toute la fraîcheur de la jeunesse est là, et maintenant il se joue plus facilement. Et personne n'y prête attention. Quand je dis en Amérique que je vais jouer le premier concerto, ils ne protestent pas, mais je peux voir à leurs têtes qu'ils préféreraient le deuxième ou le troisième concerto ».

## Structure et analyse de l'œuvre
Le concerto est orchestrée pour 2 flûtes, 2 hautbois, 2 clarinettes, 2 bassons, 4 cors, 2 trompettes, 3 trombones, timbales, cymbales, triangle et piano.
Il était conseillé aux étudiants en composition de fonder leurs efforts sur un modèle spécifique. Dans le cas de Rachmaninov, il s'agit du Concerto de Grieg, et pour cause : Siloti le travailla dans la maison de famille en 1890 pour de futurs concerts (rappelons que Siloti n'est autre que son cousin germain).

### Vivace
Ce mouvement est très brillant, avec des passages grandioses contrastés par des mélodies très expressives. Dans cette œuvre de jeunesse, que l'on peut qualifier d'académique, on sent la tradition russe du concerto en tant qu'œuvre virtuose, mettant en avant le piano par rapport à l'orchestre. Il débute par une introduction du piano et de l'orchestre très pathétique. Le thème vient ensuite. Certains passages ont été popularisés en tant que générique de l'émission télévisée Apostrophes.

### Andante cantabile
Cette nocturne dure 74 mesures. La texture est moins lourde dans la version révisée ; les harmonies demeurent identiques mais sont vivifiées par des notes chromatiques occasionnelles.

### Allegro vivace
Ce mouvement en forme rondo-sonate admet un développement en mi bémol majeur. Rachmaninoff supprime de la version originale une réémergence maestoso du thème principal du concerto. Il mettra en oeuvre cette idée dans les deuxième et troisième concertos. Le problème ici était que le thème ne se prêtait pas si facilement à ce traitement, sonnant de manière artificielle.

## Discographie sélective

### Version manuscrite
- Alexander Ghindin, pianiste, avec Vladimir Ashkenazy dirigeant l'Orchestre philharmonique d'Helsinki, enregistré en 2001 (premier enregistrement)[5]

### Version de 1917
- Sergueï Rachmaninov, pianiste, avec Eugene Ormandy dirigeant l'Orchestre de Philadelphie, enregistré en 1941.

- Byron Janis, pianiste, avec Fritz Reiner dirigeant l'Orchestre symphonique de Chicago, enregistré en 1957.

- Philippe Entremont, pianiste, avec Eugene Ormandy dirigeant l'Orchestre de Philadelphie, enregistré en 1958.

- Sviatoslav Richter, pianiste, avec Kurt Sanderling dirigeant l'Orchestre philharmonique de Leningrad, enregistré en 1959.

- Byron Janis, pianiste, avec Kirill Kondrachine dirigeant l'Orchestre symphonique de Moscou (en), enregistré en 1962.

- Earl Wild, pianiste, avec Jascha Horenstein dirigeant le Royal Philharmonic Orchestra, enregistré en 1965.

- Vladimir Ashkenazy, pianiste, avec André Previn dirigeant l'Orchestre symphonique de Londres, enregistré en 1970.

- Tamás Vásáry, pianiste, avec Yuri Ahronovitch dirigeant l'Orchestre symphonique de Londres, enregistré en 1975.

- Peter Rösel, pianiste, avec Kurt Sanderling dirigeant le Berliner Sinfonie-Orchester, enregistré en 1982.

- Zoltán Kocsis, pianiste, avec Edo de Waart dirigeant l'Orchestre symphonique de San Francisco, enregistré en 1983.

- Vladimir Ashkenazy, avec Bernard Haitink dirigeant l'Orchestre royal du Concertgebouw, enregistré en 1986.

- Mikhail Rudy, avec Mariss Jansons dirigeant l'Orchestre philharmonique de Saint-Pétersbourg, enregistré en 1993.

- Krystian Zimerman, pianiste, avec Seiji Ozawa dirigeant l'Orchestre symphonique de Boston, enregistré en 1997.

- Nikolai Lugansky, pianiste, avec Sakari Oramo et l'Orchestre symphonique de Birmingham, enregistré en 2003.

- Stephen Hough, pianiste, avec Andrew Litton dirigeant l'Orchestre symphonique de Dallas, enregistré en 2004.

- Leif Ove Andsnes, pianiste, avec Antonio Pappano dirigeant l'Orchestre philharmonique de Berlin, enregistré en 2005.

- Boris Berezovsky, pianiste, avec Dmitri Liss dirigeant l'Orchestre philharmonique de l'Oural (en), enregistré en 2006.

- Simon Trpčeski, pianiste, avec Vasily Petrenko dirigeant l'Orchestre philharmonique royal de Liverpool, enregistré en 2010.

- Yuja Wang, pianiste, avec Gustavo Dudamel dirigeant l'Orchestre philharmonique de Los Angeles, enregistré en 2023[6].